# Liste der Einträge im National Register of Historic Places im Washington County (Minnesota)

Lage des Washington County in Minnesota

Die Liste der Einträge im National Register of Historic Places im Washington County in Minnesota führt alle Bauwerke und historischen Stätten im Washington County auf, die in das National Register of Historic Places aufgenommen wurden.

## Legende
| NRHP | Historic Place             |
| HD   | Historic District          |
| NHL  | National Historic Landmark |

## Aktuelle Einträge
| [ 2 ] | Name                                                    | Bild                                                    | Eintragsdatum        | Lage | Ort                 | Beschreibung                                                                                             |
| ----- | ------------------------------------------------------- | ------------------------------------------------------- | -------------------- | --- | ------------------- | --- |
| 1     | Moritz Bergstein Shoddy Mill and Warehouse              | Moritz Bergstein Shoddy Mill and Warehouse              | 2008 ID-Nr. 08000133 | 6046 Stagecoach Road 45° 2′ 11,8″ N, 92° 47′ 34,1″ W                                                                                 | Oak Park Heights    | 1990 errichtetes Geschäftshaus                                                                           |
| 2     | Erastus Bolles House                                    | Erastus Bolles House                                    | 1982 ID-Nr. 82003072 | 1741 Stagecoach Trail 44° 55′ 23″ N, 92° 48′ 3″ W                                                                                    | Afton               | 1856 im Stil des Greek Revival errichtetes Gebäude                                                       |
| 3     | Bridge No. 5721                                         | Bridge No. 5721                                         | 1998 ID-Nr. 98000717 | Brücke des Gateway State Trail über die Manning Avenue 45° 6′ 16″ N, 92° 51′ 54″ W                                                   | Stillwater Township | 1890 errichtete Fachwerkbrücke                                                                           |
| 4     | Chicago, Milwaukee and St. Paul Freight House           | Chicago, Milwaukee and St. Paul Freight House           | 1977 ID-Nr. 77000773 | 233-335 Water Street 45° 3′ 18,3″ N, 92° 48′ 16,4″ W                                                                                 | Stillwater          | 1883 errichtetes Eisenbahndepot und Telegrafenamt                                                        |
| 5     | John Copas House                                        | John Copas House                                        | 1980 ID-Nr. 80002176 | MN 95 45° 13′ 52″ N, 92° 45′ 47″ W                                                                                                   | Marine on St. Croix | 1880 errichtetes Gebäude                                                                                 |
| 6     | Cushing Hotel                                           | Cushing Hotel                                           | 1985 ID-Nr. 85000098 | 3291 St. Croix Trail Avenue, South 44° 54′ 3,2″ N, 92° 46′ 57,9″ W                                                                   | Afton               | 1867 errichtetes Hotel                                                                                   |
| 7     | John T. Cyphers House                                   | John T. Cyphers House                                   | 1971 ID-Nr. 71000442 | 661 Quinnell Avenue, North 44° 57′ 29,5″ N, 92° 45′ 59″ W                                                                            | Lakeland            | 1858 in monolithischer Bauweise errichtetes kleines Gebäude                                              |
| 8     | Johannes Erickson House                                 | Johannes Erickson House                                 | 1976 ID-Nr. 76001078 | County Highway 3 45° 13′ 54,2″ N, 92° 49′ 15,5″ W                                                                                    | Scandia             | 1868 mit einem Mansarddach errichtetes Blockhaus schwedischer Einwanderer; heute Museum.                 |
| 9     | John P. Furber House                                    | John P. Furber House                                    | 1982 ID-Nr. 82003074 | 7310 Lamar Avenue 44° 50′ 37″ N, 92° 52′ 54″ W                                                                                       | Cottage Grove       | 1871 im Italianate-Stil errichtetes Wohnhaus des Stadtgründers                                           |
| 10    | Newington Gilbert House                                 | Newington Gilbert House                                 | 1982 ID-Nr. 82003073 | 1678 Stagecoach Trail 44° 55′ 29″ N, 92° 48′ 11″ W                                                                                   | Afton               | 1864 im Stil des Greek Revival Wohnhaus eines Mühlenbesitzers; Teil der Valley Creek Residences          |
| 11    | Grey Cloud Lime Kiln                                    | Grey Cloud Lime Kiln                                    | 1978 ID-Nr. 78001568 | 10398 Grey Cloud Island Trail 44° 47′ 55″ N, 92° 58′ 40″ W                                                                           | Cottage Grove       | 1850 errichteter steinerner Kalkbrennofen                                                                |
| 12    | Hay Lake School                                         | Hay Lake School                                         | 1970 ID-Nr. 70000312 | County Highway 3 45° 13′ 54,1″ N, 92° 49′ 13″ W                                                                                      | Marine on St. Croix | 1895 errichtetes Schulgebäude mit Glockenturm; bis 1963 als Schule genutzt; heute Museum                 |
| 13    | Roscoe Hersey House                                     | Roscoe Hersey House                                     | 1982 ID-Nr. 82003084 | 416 South 4th Street 45° 3′ 8,8″ N, 92° 48′ 33″ W                                                                                    | Stillwater          | 1880 nach einem Entwurf des Architekten George W. Orff im Stil des Eastlake Movement errichtetes Gebäude |
| 14    | Mitchell Jackson Farmhouse                              | Mitchell Jackson Farmhouse                              | 1982 ID-Nr. 82003075 | 16376 7th St. Lane, South 44° 56′ 15″ N, 92° 46′ 33″ W                                                                               | Lakeland            | 1850 im Stil des Greek Revival errichtetes Farmhaus                                                      |
| 15    | Capt. Austin Jenks House                                | Capt. Austin Jenks House                                | 1982 ID-Nr. 82003085 | 504 South 5th Street 45° 3′ 4,9″ N, 92° 48′ 36″ W                                                                                    | Stillwater          | 1871 im viktorianischen Stil errichtetes Wohnhaus                                                        |
| 16    | Albert Lammers House                                    | Albert Lammers House                                    | 1982 ID-Nr. 82003076 | 1306 South 3rd Street 45° 2′ 39,7″ N, 92° 48′ 23,7″ W                                                                                | Stillwater          | 1893 im Queen Anne-Stil errichtetes Wohnhaus                                                             |
| 17    | Log Cabin                                               | Log Cabin                                               | 2007 ID-Nr. 07001317 | 15021 60th Street, North 45° 2′ 7″ N, 92° 48′ 6,5″ W                                                                                 | Oak Park Heights    | 1932 im Stil einer Blockhütte errichtetes Roadhouse                                                      |
| 18    | Marine Mill Site                                        | Marine Mill Site                                        | 1970 ID-Nr. 70000311 | Mill Reservation, Block 47 45° 11′ 53,7″ N, 92° 46′ 5,5″ W                                                                           | Marine on St. Croix | Stelle, an der sich 1839–1895 die älteste kommerzielle Sägemühle Minnesotas befand                       |
| 19    | Marine on St. Croix Historic District                   | Marine on St. Croix Historic District                   | 1974 ID-Nr. 74001043 | Abgegrenzt durch den St. Croix River, die Eisenbahngleise, die Kennedy Street und die Spruce Street 45° 11′ 54,2″ N, 92° 46′ 10,5″ W | Marine on St. Croix | Denkmalgeschützter Stadtkern aus dem 19. Jahrhundert                                                     |
| 20    | Ivory McKusick House                                    | Ivory McKusick House                                    | 1982 ID-Nr. 82003077 | 504 North 2nd Street 45° 3′ 36,7″ N, 92° 48′ 33,6″ W                                                                                 | Stillwater          | 1868 im französischen Stil errichtetes Wohnhaus                                                          |
| 21    | Minnesota Territorial/State Prison Warden’s House       | Minnesota Territorial/State Prison Warden’s House       | 1974 ID-Nr. 74001044 | 602 North Main Street 45° 3′ 41,9″ N, 92° 48′ 27″ W                                                                                  | Stillwater          | 1853 im Stil des Greek Revival errichtetes Gebäude für Gefängnisbeamte; heute Museum                     |
| 22    | John and Martin Mower House and Arcola Mill Site        | John and Martin Mower House and Arcola Mill Site        | 1980 ID-Nr. 80000407 | Arcola Trail 45° 8′ 17,1″ N, 92° 45′ 6,1″ W                                                                                          | Stillwater          | 1847 im Stil des Greek Revival errichtete Sägemühle mit Wohnhaus (drittältestes Holzhaus Minnesotas)     |
| 23    | Nelson School                                           | Nelson School                                           | 1979 ID-Nr. 79001257 | 1018 South 1st Street 45° 2′ 48,2″ N, 92° 48′ 14,2″ W                                                                                | Stillwater          | 1897 errichtetes Schulgebäude                                                                            |
| 24    | Capt. John Oliver House                                 | Capt. John Oliver House                                 | 1977 ID-Nr. 77000772 | 1544 Rivercrest Road 44° 58′ 16″ N, 92° 46′ 19″ W                                                                                    | Lakeland            | 1849 im Stil des Greek Revival errichtetes Wohnhaus                                                      |
| 25    | Pest House                                              | Pest House                                              | 1980 ID-Nr. 80000408 | 9033 Fairy Falls Rd. 45° 4′ 47,9″ N, 92° 48′ 20,1″ W                                                                                 | Stillwater          | 1872 errichtetes Quarantänegebäude                                                                       |
| 26    | Point Douglas–St. Louis River Road Bridge               | Point Douglas–St. Louis River Road Bridge               | 1975 ID-Nr. 75001033 | Abseits des County Highway 5 45° 4′ 32″ N, 92° 49′ 44″ W                                                                             | Stillwater          | 1863 aus Kalkstein errichtete Bogenbrücke                                                                |
| 27    | St. Croix Boom Company House and Barn                   | St. Croix Boom Company House and Barn                   | 1980 ID-Nr. 80000409 | 9666 N. St. Croix Trail 45° 5′ 11″ N, 92° 47′ 5″ W                                                                                   | Stillwater          | 1885 im Queen Anne errichtetes Gebäude für den Chef der St. Croix Boom Company                           |
| 28    | St. Croix Boom Site                                     | St. Croix Boom Site                                     | 1966 ID-Nr. 66000407 | Rund 5 km nördlich von Stillwater am St. Croix River 45° 5′ 3,8″ N, 92° 47′ 10,8″ W                                                  | Stillwater          | Endpunkt der Holzflößerei, die zwischen 1856 und 1914 auf dem St. Croix River betrieben wurde            |
| 29    | St. Croix Lumber Mills-Stillwater Manufacturing Company | St. Croix Lumber Mills-Stillwater Manufacturing Company | 1982 ID-Nr. 82003081 | 318 North Main Street 45° 3′ 35,7″ N, 92° 48′ 27,1″ W                                                                                | Stillwater          | 1850 errichtetes Maschinenhaus                                                                           |
| 30    | St. Croix River Access Site                             |                                                         | 1984 ID-Nr. 84001712 | Lower Grey Cloud Island | Stillwater          | |
| 31    | William Sauntry House and Recreation Hall               | William Sauntry House and Recreation Hall               | 1982 ID-Nr. 82003080 | 626 North 4th Street und 625 North 5th Street 45° 3′ 40,2″ N, 92° 48′ 46,2″ W                                                        | Stillwater          | 1891 im Queen Anne-Stil errichtetes Gebäude                                                              |
| 32    | Schilling Archeological District                        |                                                         | 1978 ID-Nr. 78001569 | Adresse nicht veröffentlicht | Cottage Grove       | archäologische Fundstätte                                                                                |
| 33    | Cordenio Severance House                                | Cordenio Severance House                                | 1976 ID-Nr. 76001077 | 6940 Keats Avenue, South 44° 50′ 57″ N, 92° 54′ 16″ W                                                                                | Cottage Grove       | Landhaus des Staatsanwalts Cordenio Severance                                                            |
| 34    | Benjamin B. Sheffield House                             | Benjamin B. Sheffield House                             | 1980 ID-Nr. 80002177 | 4 Croixside Road 45° 9′ 17″ N, 92° 45′ 30″ W                                                                                         | Stillwater          | 1922 errichtetes Sommerhaus                                                                              |
| 35    | Soo Line High Bridge                                    | Soo Line High Bridge                                    | 1977 ID-Nr. 77000056 | Brücke der SOO Line Railroad über den St. Croix River rund 8 km nördlich von Stillwater 45° 7′ 23″ N, 92° 44′ 39″ W                  | Stillwater          | 1911 errichtete stählerne Bogenbrücke                                                                    |
| 36    | Charles Spangenberg Farmstead                           | Charles Spangenberg Farmstead                           | 1978 ID-Nr. 78001570 | 9431 Dale Road 44° 52′ 33″ N, 92° 54′ 52″ W                                                                                          | Woodbury            | Farm deutscher Einwanderer aus dem 19. Jahrhundert                                                       |
| 37    | State Prison Historic District                          | State Prison Historic District                          | 1986 ID-Nr. 86001574 | 5500 Pickett Avenue 45° 1′ 40″ N, 92° 47′ 15,2″ W                                                                                    | Bayport             | 1914 errichtetes Gefängnis                                                                               |
| 38    | Stillwater Bridge                                       | Stillwater Bridge                                       | 1989 ID-Nr. 89000445 | Brücke der MN 36 über den St. Croix River nach Wisconsin 45° 3′ 23″ N, 92° 48′ 12″ W                                                 | Stillwater          | 1931 errichtete Hubbrücke                                                                                |
| 39    | Stillwater Commercial Historic District                 | Stillwater Commercial Historic District                 | 1992 ID-Nr. 92000288 | Main Street, 2nd Street und Chestnut Street 45° 3′ 35″ N, 92° 48′ 23″ W                                                              | Stillwater          | Ensemble von zwischen 1860 und 1940 errichteten Geschäftsgebäuden                                        |
| 40    | Stillwater Overlook                                     | Stillwater Overlook                                     | 2007 ID-Nr. 07001318 | Lookout Trail, nahe der 63rd Street, North 45° 2′ 26″ N, 92° 47′ 44″ W                                                               | Oak Park Heights    | 1938 durch die National Youth Administration angelegter Aussichtspunkt                                   |
| 41    | Henry Stussi House                                      | Henry Stussi House                                      | 1982 ID-Nr. 82003082 | 9097 Mendel Road 45° 4′ 50,2″ N, 92° 50′ 45,2″ W                                                                                     | Stillwater          | 1870s im neugotischen Stil errichtetes Wohnhaus                                                          |
| 42    | Washington County Courthouse                            | Washington County Courthouse                            | 1971 ID-Nr. 71000443 | West Pine Street Ecke South 3rd Street 45° 3′ 5,9″ N, 92° 48′ 26,6″ W                                                                | Stillwater          | 1870 im Italianate-Stil errichtetes Gerichts- und Verwaltungsgebäude                                     |
| 43    | Mortimer Webster House                                  | Mortimer Webster House                                  | 1982 ID-Nr. 82003083 | 435 South Broadway 45° 3′ 11″ N, 92° 48′ 15,8″ W                                                                                     | Stillwater          | 1866 im Italianate-Stil errichtetes Wohnhaus                                                             |

## Frühere Einträge
| [ 2 ] | Name                     | Bild                     | Eintragsdatum        | Lage                                                           | Ort                 | Beschreibung |
| ----- | ------------------------ | ------------------------ | -------------------- | -------------------------------------------------------------- | ------------------- | --- |
| 1     | Heath Summer Residence   |                          | 1980 ID-Nr. 80002178 | Arcola Trail 45° 3′ 39,4″ N, 92° 48′ 24,5″ W                   | Stillwater Township | 1986 durch Brandstiftung zerstört; ein Jahr später aus dem Register gestrichen                                  |
| 2     | Territorial/State Prison | Territorial/State Prison | 1982 ID-Nr. 82003079 | Main Street Ecke Laurel Street 45° 3′ 39,4″ N, 92° 48′ 24,5″ W | Stillwater          | 1884–1898 errichteter Gefängnisbau; durch Brandstiftung im Jahr 2002 zerstört; 2005 aus dem Register gestrichen |